# Frankfurt-Dornbusch
Dornbusch is een stadsdeel van de Duitse stad Frankfurt am Main. Het stadsdeel ligt ten noorden van het centrum van Frankfurt. Dornbusch is met ongeveer 18.000 inwoners een middelgroot stadsdeel. De omroep Hessischer Rundfunk heeft zijn hoofdkantoor in dit stadsdeel.

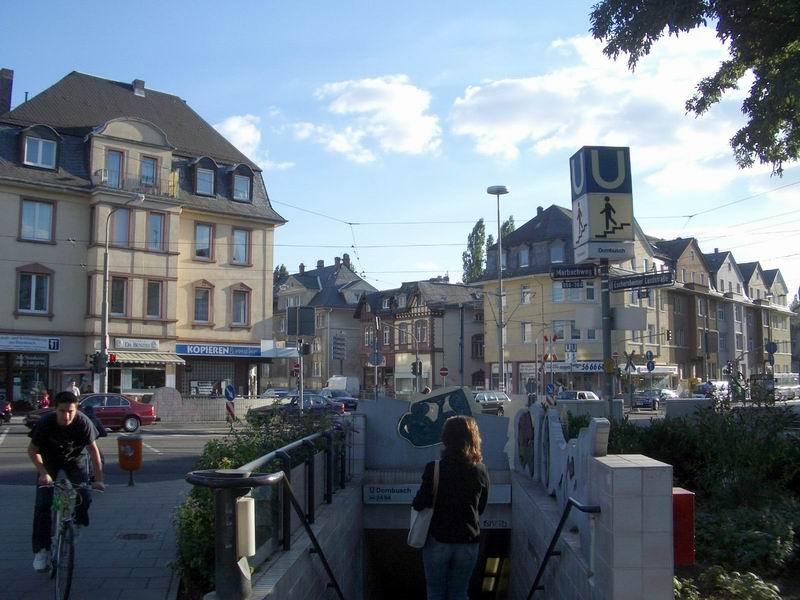
Station "Dornbusch" in het centrum

Altstadt · Bahnhofsviertel · Bergen-Enkheim · Berkersheim · Bockenheim · Bonames · Bornheim · Dornbusch · Eckenheim · Eschersheim · Fechenheim · Flughafen · Frankfurter Berg · Gallus · Ginnheim · Griesheim · Gutleutviertel · Harheim · Hausen · Heddernheim · Höchst · Innenstadt · Kalbach-Riedberg · Nied · Nieder-Erlenbach · Nieder-Eschbach · Niederrad ·  Niederursel · Nordend · Oberrad · Ostend · Praunheim · Preungesheim · Riederwald · Rödelheim · Sachsenhausen · Schwanheim · Seckbach · Sindlingen · Sossenheim · Unterliederbach · Westend · Zeilsheim